# 减柱造
减柱造是中國古代木构建筑中，减少部分内柱的做法。
如山西五台佛光寺文殊殿，面闊七間，長為34米；進深四間，長為17.66米；單檐悬山顶。殿內設有一圈內柱，後部設有「扇面牆」。这些做法，在明、清建筑中已不使用。大概是因为移动柱子所形成的大跨度内额和不规则的梁架，往往在结构上不够安全和带来施工上的麻烦。